# Chiesa di San Raimondo al Refugio
La chiesa di San Raimondo al Refugio si trova a Siena, in via di Fieravecchia.

## Storia
L'edificio sorse a partire dal 1601 per volere del nobile senese Aurelio Chigi che in quegli anni ricopriva la carica di camerlengo della Congregazione delle Povere Abbandonate. Dopo la morte di Aurelio Chigi i lavori furono portati avanti da Agostino Chigi, rettore dello Spedale di Santa Maria della Scala e quindi da Fabio Chigi, pontefice col nome di Alessandro VII. Il pontefice commissionò all'architetto senese Benedetto Giovannelli la nuova facciata marmorea, che fu completata entro il 1660, apponendovi il proprio stemma pontificio in alto sotto il frontone.

## Descrizione
La facciata marmorea è in stile barocco e risulta assai misurata nel sovrapporsi dei tre ordini classici, uno per piano, separati da due grossi cornicioni sporgenti. Verticalmente gli spazi sono scanditi da quattro ordini di lesene, due esterni e due più interni. La facciata presenta un portale unico al primo ordine, un'unica finestra rettangolare al secondo ordine e lo stemma papale al terzo ordine.
L'interno è molto ben conservato e colpisce per l'omogeneità della decorazione riferibile ai primi decenni del Seicento. Tra le numerose tele che adornano la chiesa, eseguite dai principali maestri dell'epoca, Alessandro Casolani, Francesco Vanni, Rutilio Manetti, Rustichino e da qualche comprimario, spiccano il Gesù restituisce l'abito del povero a Santa Caterina di Sebastiano Folli e I parenti tentano di distogliere San Galgano dalla vita eremitica di Rutilio Manetti. Questo è l'elenco completo delle opere:
Parete sinistra, partendo da sinistra:
- San Michele Arcangelo appare a San Galgano, firmato e datato da Rutilio Manetti, 1613
- Pala d'altare con la Morte di San Galgano, ritenuta opera di collaborazione tra Ventura Salimbeni e Francesco Vanni
- I parenti tentano di distogliere San Galgano dalla vita eremitica, opera di Rutilio Manetti del 1613
- Miracolo di San Raimondo che cammina sulle acque, attribuita a Stefano Volpi

Parete di fondo, partendo da sinistra:
- Adorazione dei Magi, di Astolfo Petrazzi
- Pala d'altare con la Natività con angeli, iniziata da Alessandro Casolani e terminata, dopo la sua morte nel 1607, da Francesco Vanni
- Circoncisione di Gesù, di Giovanni Battista Giustammiani, detto il Francesino.

Parete di destra, partendo da sinistra:
- San Raimondo resuscita un fanciullo, di Francesco Rustici detto il Rustichino, del 1620 circa, in cui è evidente l'acquisizione della luce caravaggesca.[1]
- Gesù restituisce l'abito del povero a Santa Caterina, di Sebastiano Folli
- Pala d'altare con le Nozze mistiche di Santa Caterina di Francesco Vanni, 1601
- Santa Caterina dona il suo mantello al povero, di Sebastiano Folli.

In chiesa è esposta anche una Madonna marmorea di Domenico di Bartolo, risalente al XV secolo.
Accanto alla chiesa si trova il convento del Refugio che le dà il nome. Fu fatto edificare nel Seicento e oggi ospita un pensionato femminile.